# Tsunami (Marvel Comics)
Tsunami foi uma linha editorial da Marvel Comics com pouco sucesso, que foi fundada em Janeiro de 2003. O objectivo da Marvel era criar Banda Desenhada que fosse atractiva para os leitores de mangas.
Além de uma arte semelhante à do mangás, os títulos tinham pouco em comum. Runaways e Sentinel estavam dirigidos às crianças e jovens adolescentes. Por outro lado, Mística abordava a espionagem e temas mais obscuros, destinando-se a um público mais velho.
Os resultados foram extremamente díspares. Enquanto que Runaways e Sentinel ganharam elogios da crítica e do público, outros títulos como Tocha Humana e Namor não agradavam. Muitos fãs de banda desenhada olhavam esta linha editorial como uma tentativa barata da Marvel capitalizar à custa da crescente popularidade da banda desenhada japonesa nos Estados Unidos.
A linha editorial foi cancelada no fim de 2003. Runaways e Sentinel foram transferidos para a linha editorial Marvel Age  (atual Marvel Adventures) e Mística para a linha editorial principal da Marvel Comics. Em 2005, reedita-se a série Tocha Humana numa compilação em formatinho na linha editorial Marvel Age.

## Títulos publicados
- Tocha Humana
- Mística
- Namor
- Runaways
- Sentinel
- Venom

Alguns destes títulos foram publicados no Brasil pela Panini, sendo inéditos nos outros países lusófonos.